# Arnoglossus thori
Arnoglossus thori é uma espécie de peixe pertencente à família Bothidae.
A autoridade científica da espécie é Kyle, tendo sido descrita no ano de 1913.

## Portugal
Encontra-se presente em Portugal, onde é uma espécie nativa.
O seu nome comum é carta-pontuada.

## Descrição
Trata-se de uma espécie marinha. Atinge os 20,5 cm de comprimento total nos indivíduos do sexo feminino.